# 6414 Мізунума
6414 Мізунума (6414 Mizunuma) — астероїд головного поясу, відкритий 24 жовтня 1993 року.
Тіссеранів параметр щодо Юпітера — 3,714.